# Pervagor
Pervagor – rodzaj morskich ryb rozdymkokształtnych z rodziny jednorożkowatych.

## Klasyfikacja
Gatunki zaliczane do tego rodzaju:
- Pervagor alternans
- Pervagor aspricaudus
- Pervagor janthinosoma
- Pervagor marginalis
- Pervagor melanocephalus
- Pervagor nigrolineatus
- Pervagor randalli
- Pervagor spilosoma